# Němčice (kraj zliński)
Němčice – gmina w Czechach, w powiecie Kromieryż, w kraju zlińskim. Według danych z dnia 1 stycznia 2012 liczyła 370 mieszkańców.
Zobacz też:
- Němčice